# Zakarias Nielsen
Jens Peter Zakarias Nielsen, född 5 juni 1844, död 11 november 1922, var en dansk författare.
Nielsen var den mest kände representanten för den så kallade "skollärarlitteraturen". Hans mest kända bok var romanen Maagen (1889), där hans folkligt-kristliga livssyn fann ett vackert och populärt uttryck.

## Utmärkelser
- Riddare av Dannebrogorden,  1894[2]
- Professors namn,  1907[2]
- Dannebrogsmännens hederstecken,  1914[2]

[Redigera Wikidata]